# تپه آب باریکه (ک - ۵۴)
تپه آب باریکه (ک - ۵۴) مربوط به دوران پیش از تاریخ ایران باستان تا دوران‌های تاریخی پس از اسلام است و در شهرستان کنگاور، روستای آب باریکه واقع شده و این اثر در تاریخ ۲۴ فروردین ۱۳۸۲ با شمارهٔ ثبت ۸۱۳۱ به‌عنوان یکی از آثار ملی ایران به ثبت رسیده است.